# Arenas del Rey
Arenas del Rey – gmina w Hiszpanii, w prowincji Grenada, w Andaluzji, o powierzchni 116,77 km². W 2011 roku gmina liczyła 2038 mieszkańców.
Arenas del Rey była najbardziej dotkniętą wioską w trzęsieniu ziemi w Andaluzji w dniu 25 grudnia 1884 r. Prawie 90% domów zawaliło się, a pozostałe zostały bardzo zniszczone.